# Атиняни
Това е списък на известни личности, свързани с Атина.

## Родени в Атина
- Адонис Киру (1923 – 1985), кинокритик и режисьор
- Александрос I (1893 – 1920), крал
- Алексей Апостол (1866 – 1927), финландски диригент от български произход
- Алкивиад (450 пр.н.е. – 406 пр.н.е.), военачалник
- Аполодор (180 пр.н.е. – 119 пр.н.е.), писател
- Атинагор от Атина (2 век), философ
- Беси Аргираки (р. 1957), певица
- Георгиос Ралис (р. 1918), политик
- Димитрис Литоксоу (р. 1954), общественик
- Димитриос Йоанидис (1923 – 2010), офицер и политик
- Еврипид (484 пр.н.е. – 406 пр.н.е.), драматург
- Есхил (525 пр.н.е. – 456 пр.н.е.), драматург
- Илиас Вретос (р. 1983 г.), гръцки певец
- Константинос I (1868 – 1923), крал на Гърция
- Константинос II (р. 1940), крал на Гърция
- Константинос Александру Караманлис (р. 1956), политик
- Константинос Цацос (1899 – 1987), политик
- Ксенофонт (430 пр.н.е. – 355 пр.н.е.), писател
- Леохар (372 пр.н.е. – 328 пр.н.е.), скулптор
- Мелина Меркури (1920 – 1994), актриса
- Милтиад Младши (540 пр.н.е. – 488 пр.н.е.), военачалник
- Николаос Лиамис (1835 – ?), лекар и андартски деец
- Николаос Муцопулос (1927 – 2019), археолог и архитект
- Павлос I (1947 – 1964), крал на Гърция
- Перикъл (5 век пр.н.е. – 429 пр.н.е.), политик
- Платон (427 пр.н.е. – 345 пр.н.е.), философ
- Праксител (390 пр.н.е. – 330 пр.н.е.), скулптор
- Силанион (4 век пр.н.е. – ?), скулптор
- Сократ (470 пр.н.е. – 399 пр.н.е.), философ
- Софокъл (496 пр.н.е. – 406 пр.н.е.), драматург
- Тео Ангелопулос (1935 – 2012), режисьор
- Фидий (490 пр.н.е. – 430 пр.н.е.), скулптор

## Починали в Атина
- Аполодор (180 пр.н.е. – 119  пр.н.е.), писател
- Маркос Вамвакарис (1905 – 1972), музикант
- Костас Варналис (1884 – 1974), писател
- Георгиос II (1890 – 1947), крал на Гърция
- Йоанис Гривас (1923 – 2016), юрист
- Одисеас Елитис (1911 – 1996), поет
- Епикур (341 пр.н.е. – 270 пр.н.е.), философ
- Михалис Какоянис (1922 – 2011), режисьор
- Калистрат (?-355 пр.н.е.), политик
- Константинос Г. Караманлис (1907 – 1998), политик
- Зенон от Китион (335 пр.н.е. – 264 пр.н.е.), философ
- Кириакулис Мавромихалис (1850 – 1936), политик
- Георгиос Мегас (1893 – 1976), фолклорист
- Милтиад (540 пр.н.е. – 488 пр.н.е.), военачалник
- Апостолос Николаидис (1896 – 1980), спортист
- Павлос I (1947 – 1964), крал на Гърция
- Перикъл (5 век пр.н.е. – 429 пр.н.е.), политик
- Платон (427 пр.н.е. – 345 пр.н.е.), философ
- Николаос Политис (1872 – 1942), дипломат и политик
- Георгиос Сеферис (1900 – 1971), поет, живее в града от 1914
- Власиос Скорделис (1835 – 1898), просветен деец
- Сократ (470 пр.н.е. – 399 пр.н.е.), философ
- Софокъл (496 пр.н.е. – 406 пр.н.е.), драматург
- Михалис Стасинопулос (1903 – 2002), политик
- Манолис Хадзидакис (1909 – 1998), историк на изкуството
- Константинос Цацос (1899 – 1987), политик

## Други личности, свързани с Атина
- Анакреон (570 пр.н.е.-485 пр.н.е.), поет, живее в града през 522 пр.н.е.-514 пр.н.е.
- Анаксагор (500 пр.н.е.-428 пр.н.е.), философ, живее в града в средата на 5 век пр.н.е.
- Георги Атанасович (1821 – 1892), български лекар и политик, завършва гимназия през 1843
- Марко Балабанов (1837 – 1921), български политик, учи право в средата на 19 век
- Ана Виси (р. 1957), певица, живее в града от 1973
- Стефан Гечев (1912 – 2000), български поет, учи византийска литература през 1930-те
- Константин Държилов (?-1890), български общественик, живее в града през 1829 – 1850
- Горгий (483 пр.н.е.-375 пр.н.е.), философ, живее в града от края на 5 век пр.н.е.
- Константин Миладинов (1830 – 1862), български поет и фолклорист, учи в града през 1840-те
- Григор Пърличев (1830 – 1893), български писател, учи медицина и филология през 1850 – 1851 и 1858 – 1862
- Димитър Шишманов (1889 – 1845), български писател и политик, посланик през 1935 – 1940
- Трифун Хаджиянев (1893 – 1944), гръцки комунист, убит в лагер в града